# Sportvereniging Dynamo 2022-2023 (femminile)
Questa voce raccoglie le informazioni riguardanti la Sportvereniging Dynamo nelle competizioni ufficiali della stagione 2022-2023.

## Stagione
La Sportvereniging Dynamo partecipa alla stagione 2022-23 con la denominazione sponsorizzata Draisma Dynamo.
Ottiene un nono posto al termine della regular season di Eredivisie, che vale l'accesso alla Pool B, dove si classifica terzo; in Coppa dei Paesi Bassi viene invece eliminato già agli ottavi di finale.

## Organigramma societario
Area direttiva
- Presidente: Peter de Vries
- Team manager: Ernst Lettink
- Custode: Monique van Maldegen

Area tecnica
- Primo allenatore: Arjen Schimmel
- Secondo allenatore: Jorg Radstake
- Scoutman: Ronald Lemmers
- Preparatore atletico: Renske Sikkes

Area sanitaria
- Fisioterapista: Liesbeth Kaman

## Rosa
| N° | Nome              | Ruolo | Data di nascita  | Nazionalità sportiva |
| -- | ----------------- | ----- | ---------------- | -------------------- |
| 1  | Lisanne de Krosse | C     | 13 ottobre 1997  | Paesi Bassi          |
| 2  | Lotte Bruinsma    | S     | 20 giugno 2004   | Paesi Bassi          |
| 3  | Caya van Cooten   | S     | 20 luglio 1997   | Paesi Bassi          |
| 4  | Marscha Sinnema   | L     | 1º maggio 1996   | Paesi Bassi          |
| 5  | Lisanne Samsom    | P     | 12 ottobre 1988  | Paesi Bassi          |
| 6  | Carlijn Radstake  | P     | 26 aprile 2005   | Paesi Bassi          |
| 7  | Fleur Schaars     | C     | 18 giugno 2000   | Paesi Bassi          |
| 8  | Mila Konink       | S     | 6 agosto 2005    | Paesi Bassi          |
| 9  | Benthe Wismans    | S     | 29 novembre 1999 | Paesi Bassi          |
| 10 | Anna Zijl         | O     | 19 febbraio 2002 | Paesi Bassi          |
| 12 | Suus Gerritsen    | O     | 7 ottobre 2005   | Paesi Bassi          |
| 14 | Janne Koops       | S     | 3 febbraio 2006  | Paesi Bassi          |
| 15 | Aysha Meering     | O     | 28 marzo 2007    | Paesi Bassi          |

## Statistiche

### Statistiche di squadra
| Competizione          | Punti | In casa | In casa | In casa | In trasferta | In trasferta | In trasferta | Totale | Totale | Totale |
| Competizione          | Punti | G       | V       | P       | G            | V            | P            | G      | V      | P      |
| --------------------- | ----- | ------- | ------- | ------- | ------------ | ------------ | ------------ | ------ | ------ | ------ |
| Eredivisie            | 16/12 | 13      | 7       | 6       | 13           | 3            | 10           | 26     | 10     | 16     |
| Coppa dei Paesi Bassi | -     | 1       | 0       | 1       | 0            | 0            | 0            | 1      | 0      | 1      |
| Totale                | -     | 14      | 7       | 7       | 13           | 3            | 10           | 27     | 10     | 17     |

Nel computo sono inclusi i due incontri successivamente annullati contro l'Eurosped.

### Statistiche delle giocatrici
Dati non disponibili.